# 徐少萍
徐少萍（1941年5月16日—），臺灣政治人物，中國國民黨籍，生於福建。1996年起連任六屆20年立法委員。丈夫是前基隆市市長林水木，育有二子林毅與林沛祥。

## 經歷
- 銘傳國中老師
- 崇右影藝科技大學講師
- 國立台灣海洋大學講師
- 革命實踐研究院國家發展研究班
- 中國國民黨華夏三等、一等獎章得主
- 第三、四、五、六屆立法委員（基隆市區域）
- 第七、八屆立法委員（全國不分區）

## 選舉紀錄
| 年度 | 選舉屆數           | 選舉區                                 | 所屬政黨   | 得票數    | 得票率 | 當選標記 | 備註 |
| ---- | ------------------ | -------------------------------------- | ---------- | --------- | ------ | -------- | ---- |
| 1995 | 第三屆立法委員選舉 | 基隆市立法委員選舉區                   | 中國國民黨 | 31,037    | 19.35% |          |      |
| 1998 | 第四屆立法委員選舉 | 基隆市立法委員選舉區                   | 中國國民黨 | 25,142    | 18.20% |          |      |
| 2001 | 第五屆立法委員選舉 | 基隆市立法委員選舉區                   | 中國國民黨 | 29,051    | 16.88% |          |      |
| 2004 | 第六屆立法委員選舉 | 基隆市立法委員選舉區                   | 中國國民黨 | 36,073    | 23.94% |          |      |
| 2008 | 第七屆立法委員選舉 | 全國不分區及僑居國外國民立法委員選舉區 | 中國國民黨 | 5,010,801 | 51.23% |          |      |
| 2012 | 第八屆立法委員選舉 | 全國不分區及僑居國外國民立法委員選舉區 | 中國國民黨 | 5,863,279 | 44.55% |          |      |

## 第七屆立法委員任期出席紀錄
2008年2/1~3/26院會應出席15次，委員會應出席19次，總計34次，缺席18次。
2008年4/1~4/30院會應出席4次，委員會應出席15次，總計19次，缺席5次。
資料來源:公民監督國會聯盟監督國會週報第五、十五期。

## 爭議
2007年8月16日，就在檢察官侯寬仁要不要對馬英九特別費官司提起上訴的敏感時刻，國民黨立院黨團由政策會執行長曾永權帶隊，包括該黨團書記長徐少萍、立委潘維剛、曹爾忠、周守訓等，赴最高檢察署拜會檢察總長陳聰明，當著鏡頭直接對總長提出要求侯寬仁不要上訴該黨總統候選人馬英九。潘維剛宣稱：「侯寬仁檢察官不該再上訴，是否上訴，檢察總長應該負起整個法律見解，一致性的擔當。」

### 無照駕駛引發車禍
2023年，82歲的徐少萍無照駕駛撞上一名女騎士，造成對方腿部蜂窩性組織炎，數月後截肢，並在2025年因敗血性休克離世。

## 外部連結
- 立法院 徐少萍委員簡介 （页面存档备份，存于）